# Bayhawks de Chesapeake
Les Bayhawks de Chesapeake (Chesapeake Bayhawks en anglais) était une équipe professionnelle de crosse, basée à Annapolis, au Maryland. L'équipe évoluait dans la Major League Lacrosse. La franchise était basée dans la région urbaine de Baltimore dans le Maryland sous le nom de Bayhawks de Baltimore entre 2001 et 2006 puis à Washington comme Bayhawks de Washington (2007-2009).

## Histoire

Logo 2001-06

Les Bayhawks ont joué deux saisons au Homewood Field (8 500 places) sur le campus de l'Université Johns-Hopkins (2001 et 2003) et ont joué leurs matchs à domicile de la saison 2002 au Ravens Stadium (aujourd'hui appelé M&T Bank Stadium) dans le centre Baltimore, actuellement le stade des Ravens de Baltimore. De 2004 à 2006 ils ont utilisé le Johnny Unitas Stadium (11 000 places) sur le campus de Towson University. Les Bayhawks ont été champions de la Division national en 2001, 2002, 2003 et 2005. Ils ont terminé deuxième (wild card) de la division en 2004.
Les Bayhawks étaient la seule équipe de la Major League Lacrosse à avoir gagné chacune des saisons pendant les cinq premières années de la ligue (sauf 2004).
Les Lizards de Long Island sont le plus grand rival des Bayhawks. Ils ont chacun gagné deux fois la Coupe Steinfeld et se sont affrontés quatre fois en finale.

### Mouvement vers Washington, D.C.

Logo 2007-09

Il y a eu des mois de rumeurs au sujet du déplacement des Bayhawks hors de Baltimore, et beaucoup de spéculations centrées sur l'équipe se déplaçant à Washington, D.C.. Le 3 novembre 2006, Inside Lacrosse a reçu un courriel intitulé « Major League Lacrosse is coming to Washington D.C. », annonçant une conférence de presse de pré-saison à l'université de Georgetown le 14 novembre. En plus, le nom de domaine washingtonbayhawks.com est inscrit avec un nom de contact de Kerry Pucillo, directeur des opérations pour la Major League Lacrosse. Le contact par courriel pour le domaine était son adresse électronique et l'adresse de rue donnée pour l'enregistrement du domaine est celle des sièges sociaux de la MLL[pas clair]. Le domaine a été enregistré en septembre 2006.
La MLL a approuvé le mouvement à Washington, D.C.. Les Bayhawks ont joué leur premier match de la saison 2007 le 12 mai au George Mason Stadium à Fairfax, en Virginie avec les cinq matchs à domicile suivants au Multi-Sport Field de l'Université de Georgetown.

### Transfert Mikey Powell/Connor Gill
Le 20 mars 2007, les Bayhawks ont accompli un transfert avec les Cannons de Boston. Dans l'échange, les Cannons ont abandonné Connor Gill et Ryan Curtis et en retour ils ont obtenu Mikey Powell, Ben DeFelice, et un choix du repêchage 2008.

## Saison par saison
*un match annulé en 2003

## Entraîneurs
- Brian Voelker, 2001
- Gary Gait, 2002 à 2005
- Scott Hiller, 2006-2007
- Jarred Testa : 2008
- John Tucker : 2009-2010
- Brendan Kelly : 2010-2011
- Dave Cottle : 2012-2015
- Brian Reese : 2016-2017
- Dave Cottle : depuis 2018